# Świadkowie Jehowy w Czarnogórze
Świadkowie Jehowy w Czarnogórze – społeczność wyznaniowa w Czarnogórze, należąca do ogólnoświatowej wspólnoty Świadków Jehowy, licząca w 2023 roku 397 głosicieli, należących do 7 zborów. W 2023 roku na dorocznej uroczystości Wieczerzy Pańskiej zgromadziły się 823 osoby. Działalność miejscowych głosicieli koordynuje Biuro Oddziału w Belgradzie w Serbii. Biuro Krajowe mieści się w Podgoricy.

## Historia

### Królestwo Jugosławii
Działalność na terenie Królestwa Jugosławii zapoczątkowano w latach 20. XX wieku. W następnym dziesięcioleciu szeregi Świadków Jehowy na terenie Jugosławii zasilili współwyznawcy z Niemiec, którzy na skutek zaciekłych prześladowań opuścili swoją ojczyznę. W okresie tym w Czarnogórze głosił Alfred Tuček. Wyświetlano film Dramat stworzenia.
W roku 1941 na wyznawców spadły ostre prześladowania, a po II wojnie światowej niektórzy zostali umieszczeni w komunistycznych więzieniach (do roku 1952).
9 września 1953 roku społeczność Świadków Jehowy w Jugosławii została uznana prawnie.
W 1967 roku w kongresie pod hasłem „Dzieło czynienia uczniów” w Klagenfurcie uczestniczyło 889 głosicieli z terenu całej Jugosławii. W 1968 roku kolejny kongres pod hasłem „Dobra nowina dla wszystkich narodów” dla Świadków Jehowy z Jugosławii odbył się w Villach, a w 1969 roku pod hasłem „Pokój na ziemi” – w Norymberdze. Austriackie Biuro Oddziału umacnianiało współwyznawców pod względem organizacyjnym.
Teren Czarnogóry
Dzięki działalności pionierów z innych części Jugosławii około roku 1980 zaczęto organizować zebrania w Podgoricy, na terenie dzisiejszej Czarnogóry.
Od 16 do 18 sierpnia 1991 roku w Zagrzebiu, odbył się pierwszy w Jugosławii kongres międzynarodowy pod hasłem „Lud miłujący wolność Bożą”, na którym obecnych było 14 684 osób – wyznawcy z całego kraju i delegaci z 15 państw.

### Federalna Republika Jugosławii
W okresie istnienia Federalnej Republiki Jugosławii (w latach 1992–2003) na jej terenie liczba głosicieli Świadków Jehowy wzrosła z około 2000 w roku 1992 do około 4000 w latach 1999–2002.
Teren Czarnogóry
Przed 1992 działała grupa Świadków w Herceg Novi; później powstała tam Sala Królestwa, z której w 2008 roku korzystał zbór liczący 25 głosicieli.
W 1996 roku zbór w Nikšiciu rozpoczął budowę Sali Królestwa. Jednak do jej wstrzymania doprowadził miejscowy pop, który wraz z grupą około 200 ludzi, uzbrojonych w broń palną, wdarł się na plac budowy, po czym ludzie ci zaczęli rozbierać wznoszony budynek. Policja nie podjęła interwencji. W 2000 roku znaleziono inne pomieszczenie na chrześcijańskie zebrania, jednak budynek ten został podpalony, a odbudowany dopiero w roku 2001.
W Podgoricy niewielka grupa głosicieli spotykała się na początku lat 90. Po roku 1997 otwarto Salę Królestwa dla dwóch zborów wraz z  pomieszczeniem mieszkalnym dla pionierów specjalnych, a także zadaszony parking, gdzie odbywają się kongresy dla wyznawców z całego kraju.

### Serbia i Czarnogóra
Przez cały okres istnienia federacji Serbii i Czarnogóry (w latach 2003–2006) działalność kaznodziejską na jej terenie prowadziło około 3900–4000 głosicieli.

### Czarnogóra
Po proklamowaniu niepodległości przez Czarnogórę (3 czerwca 2006) Świadkowie Jehowy na terenie tego kraju nadal działali pod nadzorem Komitetu Kraju w Belgradzie w Serbii, jednak począwszy od roku służbowego 2007 sprawozdania z ich działalności publikowane są osobno dla każdego z tych krajów. 25 kwietnia 2020 roku Mark Sanderson, członek Ciała Kierowniczego ogłosił w nagranym wcześniej przemówieniu wydanie zrewidowanego Pisma Świętego w Przekładzie Nowego Świata w języku chorwackim (oraz serbskim). W związku z pandemią COVID-19 zorganizowano specjalne zebranie w trybie wideokonferencji. W Czarnogórze, Bośni i Hercegowinie, Chorwacji oraz Serbii uczestniczyło w nim łącznie 12 705 osób. Od 17 do 26 maja 2024 roku ponad 600 głosicieli z Czarnogóry i Serbii wzięło udział w specjalnej kampanii głoszenia na odległych terenach Serbii.
W maju 2016 roku na terenie Czarnogóry działało 6 zborów w 5 miejscowościach: Podgorica (2 zbory), Nikšić, Bjeliši (w pobliżu Baru), Tivat i Herceg Novi. Zebrania zborowe odbywają się w języku czarnogórskim i rosyjskim.

## Sytuacja prawna
W Czarnogórze nie ma religii państwowej. Wspólnoty religijne są – zgodnie z konstytucją – oddzielone od państwa, wolne i równouprawnione w wykonywaniu działalności religijnej.
Świadkowie Jehowy działają w Czarnogórze jako jedna z wielu zarejestrowanych wspólnot religijnych.

## Statystyki

### Liczba głosicieli (w tym pionierów)
Dane na podstawie oficjalnych raportów o działalności:
- najwyższa liczba głosicieli osiągnięta w danym roku służbowym[c] (liczby nad słupkami na wykresie)
- przeciętna liczba pionierów w danym roku służbowym (ciemniejszym odcieniem, liczby na słupkach wykresu, od 2017 r. tylko pionierów pełnoczasowych, bez pomocniczych)